# Dorotea de Kanizsa

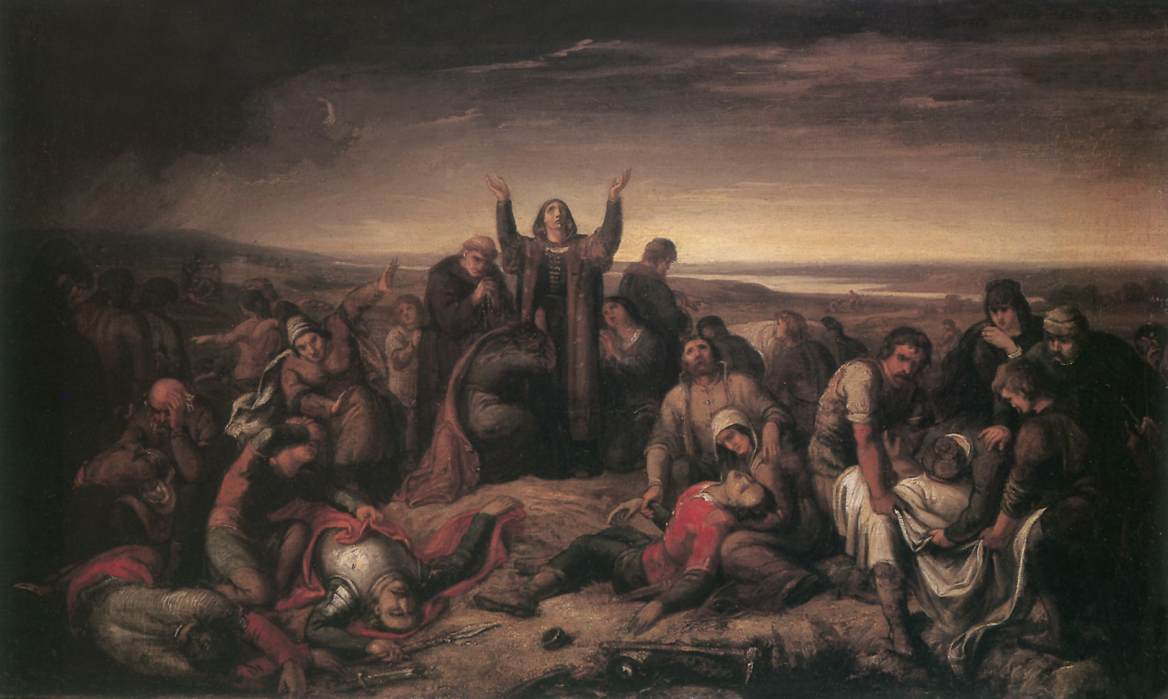
Dorotea de Kanizsa en el campo de la batalla de Mohács (1526) enterrando a los caídos. Obra de Soma Orlai Petrich (1860).

Dorotea de Kanizsa (en húngaro: Kanizsai Dorottya) (1490-ca. 1532), dama noble húngara del siglo XVI, esposa de Emerico Perényi, nádor de Hungría. Es conocida por buscar personalmente los restos de sus familiares en el campo de la batalla de Mohács de 1526, luego de que el ejército húngaro fuese derrotado por los turcos.

## Biografía
Nació en 1490 como hija de Nicolás de Kanizsa el joven, ispán de la provincia de Sopron y miembro de una de las familias más destacadas de su época, proveniente de la provincia húngara de Zala. Se desconocen las circunstancias en las que se crio, pero a temprana edad fue desposada por Pedro Geréb, nádor de Hungría. Al quedar viuda, se casó con Emerico Perényi, quien ocupaba el mismo cargo que el anterior. Fue madrastra del obispo Francisco Perényi (†1526) y de Pedro Perényi.
Las familias nobles húngaras de su época solían enviar a sus hijas a la residencia de Dorotea, donde se criaban y aprendían modales, ganando prestigio inclusive en tierras lejanas. Luego de la muerte de su segundo esposo en febrero de 1519, Dorotea pasó el resto de sus años de manera comedida, volviéndose en caritativa protectora de los pobres e indefensos.
En 1526 se libró la batalla de Mohács, donde el ejército húngaro fue derrotado por los turcos, y como hecho inusual, Dorotea fue personalmente al campo de batalla a buscar el cadáver de su hijastro Francisco Perényi, dirigiendo con la ayuda de 400 de sus siervos y religiosos de la zona la sepultura de los caídos húngaros en fosas comunes.
Dorotea vivió sus últimos años en el castillo de Sárvár, donde continuó criando a los hijos de su hermano. Se desconoce la fecha exacta de su muerte, pero las fuentes la mencionan por última vez en 1532.